# Miu Hin
Miu Hin (苗显) foi um dos Cinco Anciões que sobreviveram à destruição de um dos mosteiros Shaolin durante a dinastia Qing.  

## Biografia
Segundo a lenda, Miu Hin foi pai de Miu Tsui Fa e avô de Fong Sai-yuk. Era mestre do estilo das Cinco Formas e de shaolin quan. Passou seu conhecimento para sua filha, que, posteriormente, o passaria para seu filho. Ajudou a criar o Wing Chun, junto com os outros Cinco Anciões. Miu Hin era um dos anciões do mosteiro Shaolin antes de sua destruição, embora ainda não tivesse sido ordenado monge. Depois que a dinastia Qing derrotou a dinastia Ming em 1644, vários oficiais do governo Ming escaparam da prisão e se refugiaram em mosteiros e templos. Isso fez com que o governo Qing destruísse o mosteiro Shaolin em 1647, 1674 ou 1732. Miu Hin, junto com Jee Sin Sim See, Fung Dou Dak, Pai Mei e Ng Mui, fugiu do mosteiro, formando os Cinco Anciões de Shaolin. Eles andaram por mais de um ano até encontrar refúgio num templo em Sichuan. 
Nesse templo, os Cinco Anciões discutiam frequentemente entre si sobre seu envolvimento em política e sobre quantos estudantes eles deviam aceitar. Pai Mei defendia um maior envolvimento em política e um número maior de estudantes, enquanto os demais defendiam uma vida mais reclusa e um número menor de estudantes, ou mesmo não aceitar estudantes. Isso resultou num duelo entre Jee Sin e Pai Mei, que redundou na morte do primeiro. Miu Hin, então, desafiou Pai Mei, e foi igualmente morto. Fung Dou Dak, tendo estudado os dois combates, desafiou e venceu Pai Mei, que terminou morrendo devido aos ferimentos.